# District de Sirmaur
Le District de Sirmaur  (hindi : सिरमौर जिला) est un district de l'état de l'Himachal Pradesh en Inde.

## Géographie
Sa population de 529 855 habitants (en 2011) pour une superficie de 2 825 km2.
Son chef lieu est Nahan.